# حكومة نور الدين الرفاعي
الحكومة اللبنانية الخمسون بعد الاستقلال، والسادسة بعهد الرئيس سليمان فرنجية، وهي الحكومة الوحيدة التي ترأسها العميد أول متقاعد نور الدين الرفاعي، وهي حكومة عسكرية شكلت بعيد اندلاع الحرب الأهلية بموجب المرسوم رقم 10443 بتاريخ 23 أيار / مايو 1975، ولم تمثل الحكومة أمام المجلس النيابي لأخذ الثقة، حيث عارضت الحكومة وبشدة أحزاب
الحركة الوطنية والكتلة الوطنية، وأدى ذلك لاستقالتها في 1 تموز / يوليو 1975.

## أعضاء الحكومة
- نور الدين الرفاعي رئيساً لمجلس الوزراء ووزيراً للعدل ووزيراً للصحة العامة ووزيراً للصناعة والنفط.
- موسى كنعان نائباً لرئيس مجلس الوزراء ووزيراً للإعلام ووزيراً للتربية الوطنية والفنون الجميلة.
- سعيد نصر الله وزيراً للداخلية ووزيراً للإسكان والتعاونيات.
- زين الدين مكي وزيراً للأشغال العامة ووزيراً للزراعة.
- فوزي الخطيب وزيراً للاقتصاد والتجارة ووزيراً للتصميم العام.
- فرانسوا جينادري وزيراً للبرق والبريد والهاتف ووزيراً للعمل والشئون الاجتماعية.
- لوسيان دحداح وزيراً للخارجية والمغتربين ووزيراً للسياحة.
- إسكندر غانم وزيراً للدفاع الوطني ووزيراً للموارد المائية والكهربائية.

## وصلات خارجية
- موقع رئاسة مجلس الوزراء الرسمي